# كارل ماثياس
كارل ماثياس (بالإنجليزية: Carl Mathias)‏ هو لاعب كرة قاعدة أمريكي، ولد في 13 يوليو 1936 في بيتشتيلسفيل في الولايات المتحدة.

## وصلات خارجية
- كارل ماثياس على موقعبيزبول رفرنس.كوم (الدوري الرئيسي) (الإنجليزية)
- كارل ماثياس على موقعبيزبول رفرنس.كوم (الدوري الثانوي) (الإنجليزية)